# Kazachstania unispora
Kazachstania unispora är en svampart som först beskrevs av A. Jörg., och fick sitt nu gällande namn av Kurtzman 2003. Kazachstania unispora ingår i släktet Kazachstania och familjen Saccharomycetaceae.   Inga underarter finns listade i Catalogue of Life.